# Léo Arnaud
Léo Arnaud (* 24. Juli 1904 in Couzon-au-Mont-d’Or, Département Rhône als Noël Leon Marius Arnaud; † 25. April 1991 in Hamptonville, North Carolina) war ein aus Frankreich stammender, US-amerikanischer Jazz-Musiker (Trompete, Posaune, Saxophon, Vibraphon, Violoncello, Perkussion), Arrangeur und Filmmusik-Komponist. In Frankreich arbeitete er unter dem Namen Léo Vauchant.

## Leben und Wirken
Arnaud studierte Komposition an den Konservatorien von Lyon und Paris bei Maurice Ravel und Vincent d’Indy. Er begann seine Karriere als Musiker unter dem Pseudonyme Léo Vauchant 1917 im Orchester der Music-Hall von Gaite Rochechouart, die von Fred Melé geleitet wurde. Ende 1919, war er als Violoncellist und Schlagzeuger im Orchester des Briten Tom Waltham beschäftigt; 1920 wirkte an Jamsessions mit amerikanischen Musikern im Tempo Club mit. Nach weiteren Jahren in verschiedenen Tanzorchestern wurde er 1924 Mitglied der Formation Melody Six, der außerdem der Trompeter Ray Binder und Schlagzeuger René Gordeon angehörten. 1926/27 leitete er ein eigenes Orchester im Bouffes Parisiens.
1928 arbeitete er als Posaunist bei Lud Gluskin im Lido. Nach einem Engagement im Kino Paramount mit dem Pianisten Zinky Cohn war er von 1928 bis 1930 als Arrangeur für Jack Hylton in England tätig; weiterhin trat er 1930 bei Michel Warlop im Café de Paris auf und danach als Vibraphonist bei Grégor et ses Grégoriens. 1931 spielte er bei Jamsessions mit Albert Wynn und Herbert Fleming. Im selben Jahr wanderte er in die Vereinigten Staaten aus, wo er unter seinem Echtnamen arbeitete und zunächst als Erster Posaunist bei Fred Waring und dessen Pennsyvanians Beschäftigung fand. Er spielte auch mit Gene Krupa, Joe Sullivan, Babe Russin, Charlie Teagarden, Artie Shaw und Chauncey Morehouse. 
Seit 1936 war er in Hollywood als Komponist, musikalischer Leiter und Arrangeur in den MGM-Studios bis 1966 tätig, u. a. für zwei Filme mit den Marx Brothers. Bekannt wurde er vor allem durch die Komposition „Bugler’s Dream“ von 1958, die in den USA bei den Sendern NBC und ABC Verwendung als Erkennungsmelodie bei den Olympischen Spielen fand. 1964 wurde er für die Filmmusik von Goldgräber-Molly für den Academy Awards nominiert. 1980 zog sich Arnaud aus dem Musikgeschäft zurück und setzte sich in Yadkin County in North Carolina zur Ruhe.

## Filmografie (Auswahl)
- 1936: Zum Tanzen geboren (Arrangeur)
- 1937: Die Marx Brothers: Ein Tag beim Rennen (Arrangeur)
- 1937: Broadway Melody of 1938 (Arrangeur)
- 1938: Marie Antoinette (Orchestrator)
- 1938: Teufelskerle (Arrangeur)
- 1939: Tanz auf dem Eis (Arrangeur: Orchester, Gesang)
- 1939: Musik ist unsere Welt (Orchestrator)
- 1939: Das zauberhafte Land (Orchestrator: Munchkinland-Sequenz)
- 1940: Broadway Melodie 1940 (Orchestrator)
- 1941: Blondie Goes Latin
- 1941: Die Marx Brothers im Kaufhaus (Gesangs-Arrangeur; Orchestrator)
- 1941: Reich wirst du nie (Arrangeur, ohne Erwähnung)
- 1941: Die Frau mit den zwei Gesichtern (Orchestrator)
- 1941: Babes on Broadway (Musik)
- 1942: Panama Hattie (Gesangs- und orchestrale Arrangements)
- 1943: Best Foot Forward (Orchestrator)
- 1946: Sambafieber (The Thrill of Brazil)
- 1948: Wirbel um Judy (Orchestrator)
- 1948: Easter Parade (Orchestrator)
- 1948: One Touch of Venus (musikalischer Leiter)
- 1948: Ein Bandit zum Küssen (The Kissing Bandit) (orchestrale Arrangements)
- 1949: Neptuns Tochter (Neptune’s Daughter)
- 1949: Kuß um Mitternacht (That Midnight Kiss)
- 1949: The Kid from Cleveland (Orchestrator)
- 1950: Blutrache in Montana (The Showdown)
- 1951: Grund zur Aufregung (Cause for Alarm!) (Leitung des Orchesters)
- 1952: Liebe, Pauken und Trompeten (Stars and Stripes Forever) (Leitung des Orchesters)
- 1953: Sombrero (Komponist)
- 1954: Eine Braut für sieben Brüder (Orchestrator)
- 1964: Goldgräber-Molly (Orchestrator)
- 1965: FBI (Zwei Episoden, Komponist)

## Lexigraphische Einträge
- Philippe Carles, André Clergeat, Jean-Louis Comolli: Le nouveau dictionnaire du jazz. R. Laffont: Paris 2011; ISBN 978-2-221-11592-3